# Hextable
Hextable est un village situé au nord de la ville de Swanley dans le district de Sevenoaks. Hextable fait partie du comté du Kent bien qu'étant situé à l'intérieur de l'autoroute circulaire (périphérique) de Londres (l'autoroute M25). Hextable abrite de nombreuses écuries et centres équestres, en particulier sur ses frontières les plus rurales.

## Historique
L'origine du nom du village remonte à l'époque saxonne.
Sa première apparition documentée remonte à 1203 quand le lieu est nommé Hagestaple. Staple vient de l'ancien anglais (O.E. pour Old English) "stapol," ou poste frontière. Cela a un sens parfait pour la terre qui était à la limite des colonies saxonnes de Dartford, Bromley et Sutton at Hone. Le mot Hage est moins clair. Une théorie est qu'il est issu de l'ancien anglais "Hey" : "Haute". Mais la terre sur le côté Birchwood de Hextable, où le poste aurait été, n'est pas élevée, au moins par rapport aux villages à proximité Rowhill et Swanley Village. Il est donc difficile de voir comment Hage aurait été dérivé de Hey. Le mot "hage" dans l'ancien anglais signifiait une haie, une clôture ou aubépine. Une de ces significations aurait donc pu être un moyen unique de délimiter le poste frontière d'une certaine façon. Le moyen par lequel est devenu Hagestaple - Hextable est en revanche bien documenté : 
- Hagestaple XIIIe siècle (1203 Rouleau de loyers)
- Hegestaple XIVe siècle (1315 Acte de vente de Highlands Manor dont Hegestaple faisait partie)
- Hackstaple du XVIIIe siècle (cartes diverses, y compris l'histoire Hasted de Kent)
- XIXe siècle Hackstable (1868 Carte Ordnance Survey)
- Hextable XXe siècle (1895 OS carte et de nombreux autres documents).

Le village a grandi dans la fin de l'époque victorienne avec le bradage de la ferme Hextable en 1870 (avant cela il n'y avait que trois maisons sur la terre qui comprend maintenant le village). Il a été initialement mis en place comme un espace pour le bien être et pour vivre dans de belles villas. Beaucoup de ces villas sont encore debout, bien que deux, Southbank et Newbank dans College Road, aient été récemment démolies pour faire place à des appartements et des maisons en rangées. À ce jour, le résident le plus célèbre du village, Arthur Mee, connu pour l'Encyclopédie des enfants, vivait dans une de ces villas, St David. Son énoncé le plus célèbre de son village natal était, même si relativement inexact maintenant, "Hextable n'a pas d'histoire !".
Le village s'est rapidement développé au-delà d'une retraite pour la classe moyenne supérieure londonienne avec l'arrivée du chemin de fer à Swanley. Tout ceci en conjonction avec la proximité de terres fertiles et de la douceur du climat. Des pépinières ont été établies dans la région avec leurs produits pouvant être rapidement envoyés à Londres par le train. La plupart des noms de ces pépinières, depuis longtemps révolus, résonnent encore dans les noms des routes comme Emerson ou Panters. La route Emerson a été construite sur "The Rec", un vieux terrain de loisirs laissé par un résident à l'époque victorienne "pour l'utilisation des enfants du village à perpétuité." Il est normal avec l'évolution rapide de Hextable que la perpétuité n'ait duré que 100 ans. Le chemin de fer a conduit à l'expansion du village au XXe siècle comme un village dortoir pratique pour le Nord-Ouest de Kent et de Londres, et c'est son principal objectif aujourd'hui.
Une grande partie du développement initial du village dans le début du XXe siècle a été commémoré dans une collection de photographies à partir d'un habitant du village, Christopher Casstine. Il était orphelin dans (Homes For Little Boys) les foyers pour les petits garçons (ouvert à Hextable par le prince de Galles, futur Edouard VII, en 1883 et encore debout mais étant maintenant l'école Furness) et est resté dans le village afin d'ouvrir un studio de photographie sur la principale route de Swanley. Ses photographies ont été utilisés pour la plupart des cartes postales locales ainsi que pour Mee's Children's Encyclopedia. Son nom reste encore sur la route de Casstine Close.
La croissance désordonnée du village explique l'architecture plutôt confuse qui domine le village. Hextable House, qui était la seule maison qui ait été là au commencement de ce village, a été bombardée durant la Seconde Guerre mondiale et arbitrairement démolie.
The Avenue of Limes qui a été plantée à l'époque élisabéthaine en tant que porte d'entrée magnifique de la House (maison) reste encore, reliant New Barn Road et College Road. Heureusement, il y a eu certaines replantations d'arbres dans ces dernières années, et sa beauté peut désormais être appréciée sur la moitié de sa longueur, et la moitié restante doit être visible dans un proche avenir. Les jardins de la vieille maison, qui aurait été vue dans son dernier rôle en tant que collège d'agriculture, sont entretenus à l'aide de l'argent des loteries au Centre du patrimoine d'Hextable. Les abords de Hextable comprennent surtout des terres agricoles, des écuries et de petites zones boisées.
Le village dispose de trois églises :
- Anglicane - Saint Peter, une partie du bénéfice unie à Saint Paul, Swanley Village
- Méthodiste - partie du circuit Kent Thameside
- Pentecôtiste.

À noter qu'il n'y a pas de pub dans le village en raison de restrictions imposées par les anciens propriétaires de la fin du XIXe siècle, même s'il y a des pubs que l'on trouve sur la périphérie des forêts.
Il y a actuellement une petite, mais de plus en plus vocale, campagne pour distancer le village de Swanley qui y est relié par le code postal de référence de la Royal Mail (La Poste), mais avec lequel il a par ailleurs peu en commun. Hextable a plus en commun avec ses villages voisins et semi-ruraux vers Sevenoaks et Maidstone.
Selon le recensement de 2001, Hextable dénombre le plus grand pourcentage de ménages avec deux voitures ou plus dans le pays.

## Conseil municipal (Paroisse)
À la suite d'une campagne du village de trois ans et le soutien de Sevenoaks District Council, le gouvernement a accepté en décembre 2007 que Hextable puisse avoir son propre conseil de paroisse (conseil municipal) distinct du conseil municipal de Swanley. Le nouveau conseil est entré en fonction le 1er avril 2008 et les premières élections ont eu lieu le 1er mai. Tous les candidats indépendants d'Hextable ont remporté un siège au Conseil de paroisse.
Deux nouveaux ensembles de logements de maisons (4 et 5 chambres) ont été construits dans les années 1990 et 2000, ce qui a contribué à améliorer encore le parc de logements local.
Avec le soutien du conseil municipal d'Hextable, la place du village, dans le cœur de Hextable, a été réaménagée avec la plantation de fleurs, d'arbres et de la modernisation de l'aire de jeux pour les enfants. Le village a la chance d'avoir un certain nombre d'espaces verts, y compris la place du village, 9 hectares du parc Hextable, Jardins Hextable, The Avenue of Limes et Claremont Green.
Le village a 4747 habitants avec 1 800 foyers. Il s'agit de la 5e paroisse sur 30 dans le District et est dans le top 10 % des villages dans le pays de par sa taille.

## Climat
Le climat de Hextable est de type tempéré avec des précipitations régulières toute l'année mais, contrairement à l'ouest du Royaume-Uni, d'intensité plutôt légère. Les étés sont chauds mais sans fortes chaleurs et les hivers froids mais rarement glaciaux. Les chutes de neige abondantes sont presque inconnues. Au cours des hivers les plus récents, la neige a rarement excédé un pouce d'épaisseur (soit moins de 3 cm).
| Mois                                     | Jan  | Fev  | Mar  | Avr  | Mai  | Jui  | Jul  | Aoû  | Sep  | Oct  | Nov  | Dec  |
| ---------------------------------------- | ---- | ---- | ---- | ---- | ---- | ---- | ---- | ---- | ---- | ---- | ---- | ---- |
| Temp. max. moy. / °C                     | 7,2  | 7,6  | 10,3 | 13,0 | 17,0 | 20,3 | 22,3 | 21,9 | 19,1 | 15,2 | 10,4 | 8,2  |
| Temp. max. absolue / °C                  | 14   | 16   | 21   | 26   | 30   | 33   | 34   | 38   | 30   | 26   | 19   | 15   |
| Temp. min. moy. / °C                     | 2,4  | 2,5  | 3,8  | 5,6  | 8,7  | 11,6 | 13,7 | 13,4 | 11,4 | 8,9  | 5,1  | 3,4  |
| Temp. min. absolue / °C                  | -10  | -9   | -8   | -2   | -1   | 5    | 7    | 6    | 3    | -4   | -5   | -7   |
| Précipitations moyennes / mm             | 53   | 36   | 48   | 47   | 51   | 50   | 48   | 54   | 53   | 57   | 57   | 57   |
| Nombre de jours de pluie                 | 14,8 | 10,8 | 13,4 | 12,7 | 12,5 | 10,5 | 10,1 | 10,9 | 10,5 | 11,6 | 14,0 | 13,2 |
| Source : Worldweather.org et BBC Weather |      |      |      |      |      |      |      |      |      |      |      |      |

## Sport
Rangers Football Club Hexley est une FA Charter Standard (Hextable / Swanley) sur une base communautaire du club de football junior qui joue à l'école primaire Downsview.
- Hexley Rangers F.C.

## Écoles
- Hextable Secondary School
- Furness School
- Hextable Primary School
- Swanley Village School

## Autres liens
- Parish Council - "Mairie"
- Hextable Resident Association
- Hextable Village
- The weather in Hextable
- St Peter‘s & St Paul churches (Églises anglicanes)
- Methodist church (Église méthodiste )

## Sources
- (en) Cet article est partiellement ou en totalité issu de l’article de Wikipédia en anglais intitulé « Hextable » (voir la liste des auteurs).
- Hexley Rangers F.C.